# Tadatoshi Masuda
Tadatoshi Masuda (増田 忠俊, Masuda Tadatoshi, Shizuoka, 25 december 1973) is een Japans voormalig voetballer die als middenvelder speelde.

## Clubcarrière
Masuda speelde tussen 1992 en 2006 voor Kashima Antlers, FC Tokyo, JEF United Ichihara, Kashiwa Reysol en Oita Trinita.

## Japans voetbalelftal
Masuda debuteerde in 1998 in het Japans nationaal elftal en speelde één interland.

## Statistieken
| Japans voetbalelftal | Japans voetbalelftal | Japans voetbalelftal |
| Jaar                 | Wed.                 | Dlp.                 |
| -------------------- | -------------------- | -------------------- |
| 1998                 | 1                    | 0                    |
| Totaal               | 1                    | 0                    |